# Can Palau (Mataró)
Can Palau és una de les cases de més nom de la ciutat de Mataró. Situat al carrer de Bonaire, on es troben tradicionalment les cases de les principals famílies de la ciutat fins a mitjans de segle xix. De fet, a Mataró, els Palau tenien un altre casal a la Riera i se'ls atribueix la propietat de Can Palauet del carrer d'en Palau i la masia amb torre de defensa de la riba dreta de la riera d'Argentona, també anomenada Can Palauet.

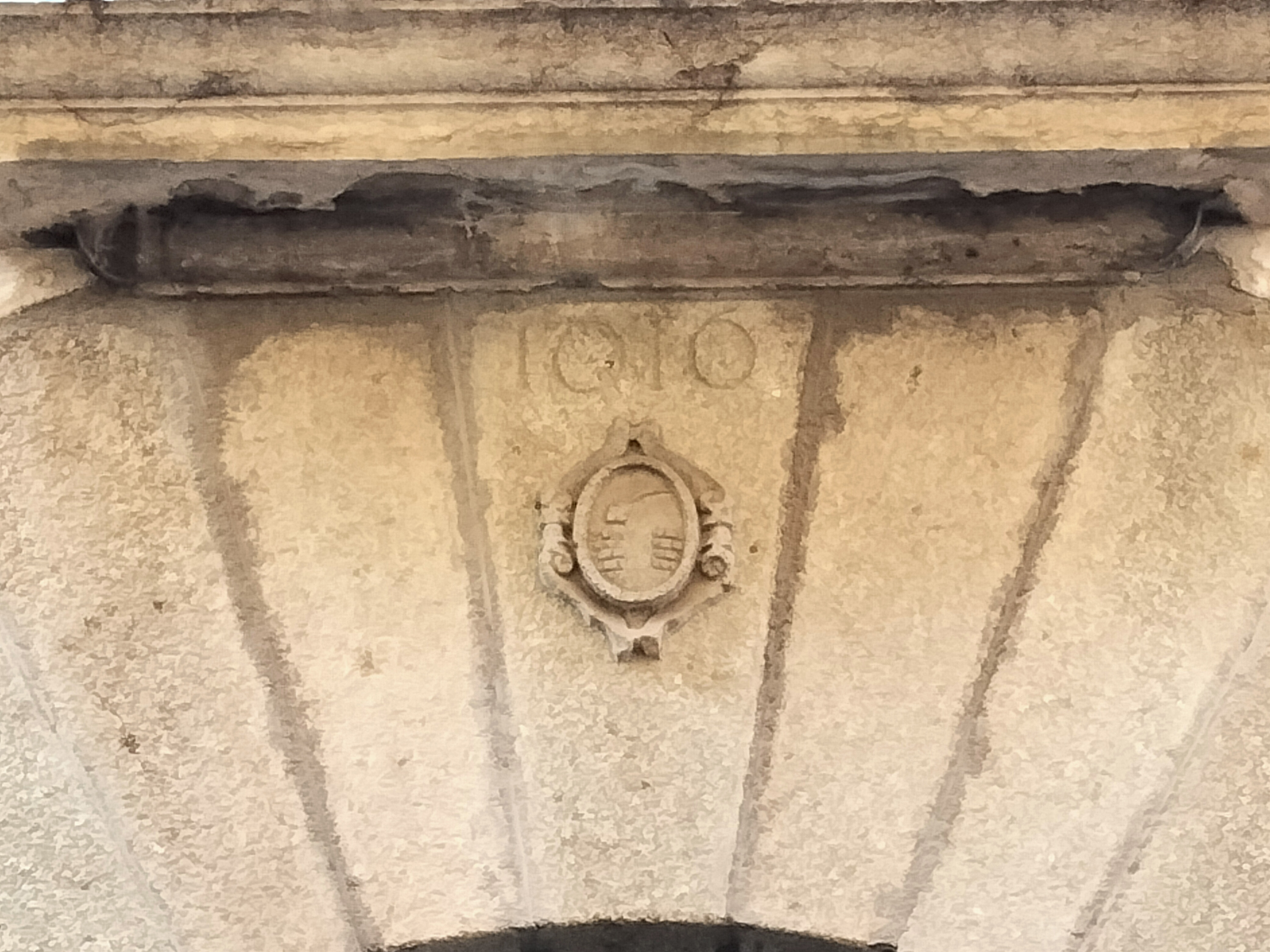
Llinda del portal amb l'escut de la família i la data de 1616

El casal fou edificat al segle xvii amb una magnífica porta dovellada datada el 1616, on es veu sobre la pedra l'escut de la família.
Segons el Catàleg de Patrimoni Arquitectònic de la ciutat, l'interior és totalment reformat per obres posteriors, i és la façana i els volums el que estan protegits.